# Vergaberecht (Deutschland)
Das deutsche Vergaberecht umfasst alle Rechtsnormen über die Vergabe öffentlicher Aufträge durch öffentliche und (in gewissen Fällen) private Auftraggeber.

## Definition
Vergaberecht, das auch als Öffentliches Auftrags-, Beschaffungs-, Verdingungswesen (veraltet) bezeichnet wird, umfasst die Gesamtheit der Regeln und Vorschriften, die ein Träger öffentlicher Gewalt bei der Beschaffung von sachlichen Mitteln und Leistungen, die er zur Erfüllung seiner öffentlichen Aufgaben benötigt, zu beachten hat. Es umfasst ebenso Rechts- und Verfahrensregeln, nach denen die Bieter Rechtsschutz wegen der Verletzung der Verfahrensregeln beim vorgenannten Einkauf der Leistungen suchen können. Diese Beschaffung vollzieht sich grundsätzlich in Formen des Privatrechts durch den Abschluss von zivilrechtlichen Verträgen, sogenannten fiskalischen Hilfsgeschäften. Aufträge für die öffentliche Hand, die nicht zu Marktpreisen vergeben werden, müssen sich an der Verordnung 30/53 und den Leitsätzen für die Preisermittlung auf Grund von Selbstkosten orientieren. Grundlage hierfür ist § 2 Preisgesetz. Gemäß § 2 Abs. 5 VO PR 30/53 gelten die Bestimmungen „nicht für Bauleistungen […]“.

## Bedeutung
Öffentliche Aufträge stellen einen bedeutenden Wirtschaftsfaktor vor allem bei Investitionen in die Infrastruktur dar. Daher bestand schon vor langer Zeit das Bedürfnis, hierfür Regelungen aufzustellen. Werden diese nicht eingehalten, wird das Ziel verfehlt, möglichst wirtschaftlich mit öffentlichen Mitteln umzugehen bzw. den interessierten Unternehmen in einem marktgerechten Wettbewerb die Möglichkeit zu geben, öffentliche Aufträge zu erhalten. Zu Wettbewerbsverletzungen kann es sowohl von Seiten der Auftraggeber, wie auch von Seiten der Auftragnehmer kommen. Von Auftragnehmerseite sind Preisabsprachen und Bestechung zu nennen, auf Auftraggeberseite die Verletzung von Geheimhaltungspflichten, Bestechlichkeit von Beamten oder gesetzwidrige Ausschreibungspraktiken. Wettbewerbsverletzungen können auf Auftragnehmer- und Auftraggeberseite zu erheblichen Schäden führen.

## Entwicklung in Deutschland

### Ursprung des Vergaberechts
Früher wurde das Vergaberecht in Deutschland ausschließlich unter dem Blickwinkel des Haushaltsrechts gesehen. Zu verwirklichen waren die dort herrschenden Grundsätze der Sparsamkeit, der Wirtschaftlichkeit und der gesicherten Deckung. Der Sparsamkeit und Wirtschaftlichkeit diente es, durch Wettbewerb unter den Bietern das günstigste und beste Angebot zu ermitteln. Eine gesetzliche Regelung schien nicht erforderlich. Die Auftragsvergabe gehört zur privatrechtlichen Tätigkeit der öffentlichen Hand. Nach früherer Auffassung genügte es, die Vergabe durch Haushaltsrecht und Verwaltungsvorschriften zu regeln. Die Auswirkungen auf die privaten Anbieter von Leistungen galten nur als Reflex des Vergaberechts. Subjektive, einklagbare Rechte wurden den Bietern nicht zuerkannt. Konkrete Regelungswerke ohne Rechtsnormqualität wurden von Verdingungsausschüssen geschaffen: die Vergabe- und Vertragsordnung für Bauleistungen (VOB, bis 2002 Verdingungsordnung für Bauleistungen, erste Fassung bereits 1926) und die Vergabe- und Vertragsordnung für Leistungen (VOL, bis 2009 Verdingungsordnung für Leistungen, erste Fassung 1936), die in ihrem jeweiligen Teil A Vorschriften über die Vergabe öffentlicher Aufträge enthalten und kraft Verwaltungsvorschrift von öffentlichen Auftraggebern zu beachten waren. 1997 kam die Vergabeordnung für freiberufliche Leistungen (VOF, bis 2009 Verdingungsordnung für freiberufliche Leistungen) hinzu.

### Einfluss des Europarechts
Im Europarecht gab es auf der Grundlage der allgemeinen Vorschriften des EWG-Vertrages über das Verbot von Diskriminierungen und die Freiheit des Waren- und Personen- und Dienstleistungsverkehrs schon seit 1971 in der Baurichtlinie (Richtlinie 71/305/EWG) und sodann seit 1977 dann in der Lieferrichtlinie (Richtlinie 77/62/EWG) und schließlich in der Sektorenrichtlinie (Richtlinie 90/531/EWG) Vorschriften über die Verfahren bei der Vergabe von Bau- und Lieferaufträgen, die 1992 durch die Dienstleistungsrichtlinie (Richtlinie 92/50/EWG) ergänzt wurden. Allerdings war deren Wirkung wegen der fehlenden Rechtsdurchsetzungsmöglichkeiten gerade in Deutschland begrenzt. Das änderte sich erst mit dem Erlass der Rechtsmittelrichtlinien (Richtlinie 89/665/EWG und Richtlinie 92/13/EWG) und ihrer Umsetzung im nationalen Recht der Mitgliedstaaten.
Wesentliche neue Impulse bekam das europäische Vergaberecht durch das Übereinkommen über das öffentliche Beschaffungswesen (engl. Government Procurement Agreement, kurz GPA), das am 1. Januar 1996 in Kraft trat.
In dieser Vereinbarung ist die Auftragshöhe, ab der die Regeln gelten sollen (genannt Schwellenwerte), in Sonderziehungsrechten (kurz SZR, engl. Special Drawing Rights) festgeschrieben – zum Beispiel 200.000 SZR für Lieferleistungen und 5.000.000 SZR für Bauleistungen. Hier sind auch die Fristen für die Bearbeitung der Angebote, die Modalitäten für die Veröffentlichung der Ausschreibungen sowie der Ausschluss von Bietern wegen Korruption, Geldwäsche oder Unterstützung einer terroristischen Vereinigung geregelt. Im Gegensatz zur damaligen Auffassung im deutschsprachigen Raum, wonach die Bieter keinen einklagbaren Rechtsanspruch auf ein fehlerfreies Vergabeverfahren hatten, wurde hier für die Bieter ein Klagerecht vor einem unabhängigen Gericht auf Einhaltung der Vergaberegeln festgeschrieben.
Gemäß den im Government Procurement Agreement übernommenen Verpflichtungen zur Vereinheitlichung der Vergabeverfahren hat die Europäische Union gegenüber ihren Mitgliedstaaten Richtlinien erlassen, wie diese ihre nationalen Vergabeverfahren an die neuen Regeln anpassen müssen. Die deutsche Bundesregierung behielt zunächst den haushaltsrechtlichen Ansatz bei und traf Regelungen im Haushaltsgrundsätzegesetz und in der Vergabeverordnung von 1994, ohne subjektive Bieterrechte vorzusehen (sogenannte „haushaltsrechtliche Lösung“). Einzelheiten des Verfahrens blieben in den Vergabeordnungen geregelt. Nachdem der Europäische Gerichtshof (EuGH) entschieden hatte, dass diese Regelung gegen die Richtlinien verstieß, kam es unter Federführung und Gestaltung von Fridhelm Marx zur Neuregelung durch das Vergaberechtsänderungsgesetz vom 26. August 1998, das im Gesetz gegen Wettbewerbsbeschränkungen einen vierten Teil (§§ 97 ff. GWB) über die Vergabe öffentlicher Aufträge einfügte und erstmals subjektive Bieterrechte und ein effektives Rechtsschutzsystem einführte (sogenannte „kartellrechtliche Lösung“).
Der Gegenwert der Schwellenwerte in den europäischen Währungen Euro, Kronen usw. wird alle zwei Jahre von der EU entsprechend den Wechselkursschwankungen neu berechnet und veröffentlicht. Der EU obliegt es auch, die Bekanntmachungen im Rahmen der Vergabeverfahren ins Internet zu stellen und die vereinbarten Berichte von den Nationalstaaten anzufordern und an das Sekretariat der Welthandelsorganisation weiterzuleiten.
Um Bietern die Suche im Internet nach Aufträgen, die ihrem Profil entsprechen, zu erleichtern, und um Übersetzungsfehler zu vermeiden – zum Beispiel, dass Schlosserarbeiten mit Schlüsseldiensten verwechselt werden – wurde für (fast) jede Leistung ein 8-stelliger Zahlencode plus Prüfziffer geschaffen. Diese CPV-Codes des Common Procurement Vocabulary ‚Gemeinsames Vokabular für öffentliche Aufträge‘, werden von der EU herausgegeben und gelegentlich neuen Entwicklungen angepasst.

### Reformen des Vergaberechts
Traditionell wurde das Vergaberecht in Deutschland als Teil des Haushaltsrechts verstanden, d. h. als bloßes Innenrecht des Staates. Ansprüche auf Einhaltung der entsprechenden Vorschriften – im Wesentlichen der Verdingungsordnungen für Bauleistungen und für Lieferleistungen – bestanden deshalb nicht. Nur Schadensersatz konnte ein übergangener Bieter geltend machen, doch scheiterten diese Ansprüche bis auf ganz seltenen Fälle daran, dass der Kläger wegen fehlender Akteneinsicht in die Vergabeakten des Auftraggebers einen ihn schädigenden Rechtsverstoß nicht nachweisen konnte. Das änderte sich erst, als in einem ersten fundamentalen Reformschritt die europäischen Rechtsmittelrichtlinien nach einer entsprechenden Grundsatzentscheidung des EuGH in deutsches Recht umgesetzt wurden. Maßgebend und prägend für diese erste Reform war Fridhelm Marx, der im Bundesministerium für Wirtschaft dafür sorgte, dass das neue deutsche Vergaberecht im neuen 4. Teil des Gesetzes gegen Wettbewerbsbeschränkungen verankert wurde. Es schuf effektiven Rechtsschutz vor den Vergabekammern des Bundes und der Länder und vor den Vergabesenaten der Oberlandesgerichte und dem XIII. Zivilsenat des Bundesgerichtshofs und beeinflusst damit bis heute maßgebend die Vergabe aller öffentlichen Bau-, Liefer- und Dienstleistungsverträge durch öffentliche Auftraggeber.
Seit dem 1. Februar 2006 führen die europäischen Richtlinien 2004/17/EG und 2004/18/EG zu einer weiteren Reform auch des deutschen materiellen Vergaberechts. Eckpfeiler des neuen Rechts sind die (marginale) Erhöhung der Schwellenwerte, neue Mechanismen der elektronischen Vergabe und eine Regelung der so genannten vergabefremden Aspekte. Die beiden neuen Richtlinien hätten vom Gesetzgeber schon zum 31. Januar 2006 in deutsches Recht umgesetzt werden sollen. Dies erfolgte nur teilweise und verspätet mit Wirkung ab 1. November 2006 durch die Änderung der Vergabeverordnung und die VOB/A 2006, VOL/A 2006 sowie VOF 2006.
Erst am 24. April 2009, mit dem Inkrafttreten des Gesetzes zur Modernisierung des Vergaberechts wurden die neuen EU-Richtlinien vollständig umgesetzt, darunter auch die explizite Zulassung sozialer und ökologischer Aspekte (die häufig als vergabefremd bezeichnet wurden) bei der Auftragsvergabe. Des Weiteren wurde die Pflicht zur Aufteilung in Fach- und Teillose verschärft. Dies soll zur Förderung von mittelständischen Unternehmen beitragen. Im Rechtsschutzverfahren wurde die Rügeobliegenheit des Bieters verschärft. Ein Bieter muss nun alle Verstöße gegen die Vergaberegeln unverzüglich rügen und nicht nur Verstöße, die bei der Vergabebekanntmachung erkennbar sind.
Inzwischen ist auch die Richtlinie 2007/66/EG des Europäischen Parlaments und des Rates vom 11. Dezember 2007 zur Änderung der Rechtsmittelrichtlinien im Amtsblatt der Europäischen Union vom 20. Dezember 2007, L 335/31 veröffentlicht worden. Die Mitgliedstaaten setzen die Rechts- und Verwaltungsvorschriften in Kraft, die erforderlich sind, um dieser Richtlinie spätestens am 20. Dezember 2009 nachzukommen. Ansonsten gilt die Richtlinie unmittelbar.
Mit Beschluss vom 27. Januar 2009 hat die Bundesregierung im Rahmen des Konjunkturpaketes II eine Vereinfachung des Vergaberechts für die Jahre 2009 und 2010 beschlossen. Mit Gültigkeit seit dem 29. Januar 2009 wird die Dauer von EU-Vergabeverfahren von 87 auf 30 Tage reduziert. Darüber hinaus sind neue Schwellenwerte für die Beschränkte Ausschreibung und für die Freihändige Vergabe eingeführt worden. Diese Schwellenwerte wurden seitdem im zweijährlichen Rhythmus angepasst und in einer aktualisierten VgV niedergeschrieben (aktuelle EU-Schwellenwerte vgl. § 106 GWB und siehe unten, Abschnitt „Schwellenwerte“).
Unterhalb dieser Schwellenwerte können die Vergabestellen des Bundes ohne Nachweis eines Ausnahmetatbestandes Beschränkte Ausschreibungen oder Freihändige Vergaben durchführen. Die Länder und Kommunen sind aufgefordert, ihre Vergabeverfahren ebenfalls durch Anhebung der Schwellenwerte zu erleichtern. Auf Bundesebene wurden die Vereinfachungen nicht über den 31. Dezember 2010 hinaus verlängert.
Am 18. April 2016 sind umfangreiche Änderungen im Vergaberecht durch das Vergaberechtsmodernisierungsgesetz und Neufassung der Vergabeverordnung (VgV) in Kraft getreten. Insbesondere sind im Zuge dessen die Vergabeordnung für freiberufliche Leistungen (VOF) und die Vergabe- und Vertragsordnung für Leistungen (VOL/A) in der Vergabeverordnung aufgegangen, die zugleich als Rechtsverordnung den rechtsstaatswidrigen und seit den 1920er Jahren andauernden Zustand beseitigte, dass Verbände bestimmenden Einfluss auf die staatlichen Vergaberegeln in Deutschland hatten. Im Baubereich gilt dieser Zustand aber nach wie vor, hier ist nach wie vor die Vergabe- und Vertragsordnung für Bauleistungen anzuwenden.

## Grundzüge des deutschen Vergaberechts
Das geltende Vergaberecht in Deutschland teilt sich in zwei große Bereiche, je nachdem, ob die Auftragswerte die Schwellenwerte erreichen oder nicht. Aus diesem Grund spricht man auch von der „Zweiteilung des Vergaberechts“.

### Schwellenwerte
Der Gegenwert der Schwellenwerte in den europäischen Währungen Euro, Pfund, Kronen usw. wird nach Artikel 4 der EU-Richtlinie 2014/24/EU alle 2 Jahre von der EU-Kommission entsprechend den Wechselkursschwankungen zu den Sonderziehungsrechten (SZR) neu berechnet (angeglichen) und veröffentlicht.
- Angleichung durch Verordnung Nr. 1177/2009 vom 30. November 2009[13] ist seit dem 1. Januar 2010 gültig.
- Angleichung durch Verordnung Nr. 1251/2011 vom 30. November 2011[14] ist seit dem 1. Januar 2012 gültig.
- Angleichung durch Verordnung Nr. 1336/2013 vom 13. Dezember 2013[15] ist seit dem 1. Januar 2014 gültig.
- Angleichung durch Verordnung Nr. 2170/2015 vom 24. November 2015[16] ist seit dem 1. Januar 2016 gültig.
- Angleich durch delegierte Verordnung (EU) 2017/2366[17] ist seit dem 1. Januar 2018 gültig.
- Angleich durch delegierte Verordnung (EU) 2019/1828 vom 30. Oktober 2019[18] ist seit dem 1. Januar 2020 gültig.
- Angleich durch delegierte Verordnung (EU) 2021/1950[19], 2021/1951[20], 2021/1952[21] und 2021/1953[22] der Kommission vom 10. November 2021 ist seit dem 1. Januar 2022 gültig.
- Angleichung durch delegierte Verordnung (EU) 2023/2495[23], 2023/2496[24], 2023/2510[25] und 2023/2497[26] der Kommission vom 15. November 2023 wird ab dem 1. Januar 2024 gültig sein.

Da die Schwellenwerte seit 2017 durch Verordnung festgelegt werden, gelten sie ohne weiteren Umsetzungsakt unmittelbar in den Mitgliedstaaten der EU. Gemäß § 106 Abs. 3 GWB werden die jeweils geltenden Schwellenwerte unverzüglich nach ihrer Veröffentlichung im Amtsblatt der EU im Bundesanzeiger bekannt gemacht.
|           | für Liefer- und Dienstleistungsaufträge von obersten und oberen Bundesbehörden | für Liefer- und Dienstleistungsaufträge, die nicht im Bereich Verteidigung und Sicherheit, nicht im Sektorenbereich und nicht von oberen oder obersten Bundesbehörden ausgeschrieben werden | für Liefer- und Dienstleistungsaufträge im Bereich der Sektoren, Verteidigung u. Sicherheit | für Bauaufträge und Konzessionsvergaben |
| --------- | ------------------------------------------------------------------------------ | --- | ------------------------------------------------------------------------------------------- | --------------------------------------- |
| bis 2013  | 130.000 €                                                                      | 200.000 € | 400.000 €                                                                                   | 5.000.000 €                             |
| 2014/2015 | 134.000 €                                                                      | 207.000 € | 414.000 €                                                                                   | 5.186.000 €                             |
| 2016/2017 | 135.000 €                                                                      | 209.000 € | 418.000 €                                                                                   | 5.225.000 €                             |
| 2018/2019 | 144.000 €                                                                      | 221.000 € | 443.000 €                                                                                   | 5.548.000 €                             |
| 2020/2021 | 139.000 €                                                                      | 214.000 € | 428.000 €                                                                                   | 5.350.000 €                             |
| 2022/2023 | 140.000 €                                                                      | 215.000 € | 431.000 €                                                                                   | 5.382.000 €                             |
| ab 2024   | 143.000 €                                                                      | 221.000 € | 443.000 €                                                                                   | 5.538.000 €                             |

### Vergaberecht für Vergaben ab Erreichen der Schwellenwerte
Bei Vergabeverfahren ab dem Erreichen der Schwellenwerte – in Deutschland fälschlicherweise auch oft „Europaweite Ausschreibungen“ genannt – gelten die Regeln des Government Procurement Agreement (GPA) in der Form, wie sie in den nationalstaatlichen Vorschriften verankert wurden. In Deutschland sind die Regeln im vierten Teil des Gesetzes gegen Wettbewerbsbeschränkungen (GWB), in der Vergabeverordnung (VgV), in der Sektorenverordnung (SektVO), in der Vergabeordnung für die Bereiche Verteidigung und Sicherheit (VSVgV), der Konzessionsvergabeverordnung (KonzVgV) sowie den Abschnitten 2 und 3 der VOB/A geregelt. Bieter aus allen GPA-Staaten dürfen sich an den Ausschreibungsverfahren beteiligen (siehe Artikel 5 der EU-Richtlinie 2004/18/EG).

#### Allgemeine Grundsätze
§ 97 GWB enthält allgemeine Grundsätze des Vergaberechts.
- Wettbewerbsgrundsatz (= Vergabe im Wettbewerb)
- Transparenzgebot
- Diskriminierungsverbot bzw. Gleichbehandlungsgrundsatz
- Förderung mittelständischer Interessen (Pflicht zur Losaufteilung)
- Vergabe an fachkundige, leistungsfähige, zuverlässige und gesetzestreue Unternehmen (vormals „Eignungstrias“, nun „Eignungsvierklang“)
- Wirtschaftlichkeitsgrundsatz (= Zuschlag auf das wirtschaftlichste Angebot)

#### Anwendungsbereich
Zur förmlichen Ausschreibung ist verpflichtet:
- jeder öffentliche Auftraggeber (§ 99 GWB), Sektorenauftraggeber (§ 100 GWB) und Konzessionsgeber (§ 101 GWB)
- für öffentliche Aufträge, Rahmenvereinbarungen und Wettbewerbe (§ 103 GWB) und
- bei dem der geschätzte Netto-Auftragswert den jeweiligen Schwellenwert nach § 106 GWB erreicht und
- kein Ausnahmetatbestand eingreift (§§ 108 und 109 GWB)

Öffentliche Auftraggeber sind nach § 99 GWB unter anderem:
- Gebietskörperschaften (Bund, Länder, Gemeinden),
- juristische Personen öffentlichen und privaten Rechts, die im Allgemeininteresse liegende Aufgaben nichtgewerblicher Art erfüllen und von der öffentlichen Hand beherrscht oder überwiegend finanziert werden,
- natürliche oder juristische Personen des Privatrechts bei Bauaufträgen, für die sie zu mehr als 50 % öffentliche Mittel erhalten.
- natürliche oder juristische Personen des Privaten Rechts, die auf dem Gebiet der Trinkwasser- oder Energieversorgung oder des Verkehrs tätig sind, wenn ihnen von der zuständigen Behörde hierzu eine Erlaubnis erteilt wurde oder aber wenn eine Juristische Person des Öffentlichen Rechts auf dieses Unternehmen beherrschenden Einfluss ausübt.

§ 103 GWB unterscheidet als öffentliche Aufträge Lieferaufträge (Beschaffung von Waren), Bauaufträge, Dienstleistungsaufträge und Auslobungsverfahren (z. B. Architektenwettbewerb). Gesondert geregelt sind in § 105 GWB Konzessionen, darunter jetzt auch die Dienstleistungskonzession.

#### Verfahrensarten
§ 119 GWB unterscheidet verschiedene Verfahrensarten:
Offenes VerfahrenDas offene Verfahren entspricht der öffentlichen Ausschreibung für Aufträge unterhalb der Schwellenwerte.
Bei diesem Vergabemodus wendet sich der Auftraggeber an eine unbeschränkte Zahl von Unternehmen und fordert diese auf, Angebote einzureichen, wobei diese Aufforderung durch Veröffentlichung im Supplement zum Amtsblatt der Europäischen Union über das eNotices-Portal, dem Referat TED, Amt für amtliche Veröffentlichungen der Europäischen Gemeinschaften, erfolgt. Aufgrund der Tatsache, dass eine unbeschränkte Anzahl von einschlägig tätigen Bewerbern Angebote einreichen kann, findet ein völlig freier Wettbewerb statt. Dem Grundsatz der Gleichbehandlung der Bewerber wird hierdurch in optimaler Weise Rechnung getragen. Gleichzeitig wird Manipulationsversuchen auf diese Weise optimal vorgebeugt. Um dennoch zu gewährleisten, dass nur taugliche Bewerber am Vergabeverfahren teilnehmen können, sehen die einschlägigen Vergabeordnungen (zum Beispiel § 8a VOB/A) vor, dass solche Unternehmen von der Teilnahme am Vergabeverfahren auszuschließen sind, die für das ausgeschriebene Gewerk ihre Eignung, also insbesondere ihre Fachkunde, Leistungsfähigkeit und Zuverlässigkeit nicht nachweisen können.
Ein wesentlicher Gesichtspunkt des offenen Verfahrens (und ebenso auch des nicht offenen Verfahrens) ist, dass grundsätzlich ein Nachverhandlungsverbot (vgl. ausdrücklich § 15 EU Abs. 3 VOB/A) herrscht. Es darf lediglich über das Angebot und die Eignung des Bieters Aufklärung verlangt werden. Der Bieter hat also grundsätzlich nur eine Chance ein passendes Angebot abzugeben („one-shot“).
Nicht offenes VerfahrenDiese Vergabeart steht Auftraggebern in Deutschland seit 2016 neben dem offenen Verfahren einschränkungslos gleichermaßen zur Verfügung.
Im Gegensatz zur entsprechenden beschränkten Ausschreibung im Vergaberecht unterhalb des so genannten EU-Schwellenwertes ist beim nicht offenen Verfahren oberhalb des Schwellenwertes zwingend ein öffentlicher Teilnahmewettbewerb voranzustellen. Dabei werden die Bieter aufgefordert, einen Teilnahmeantrag zu stellen und dort ihre Eignung für die vorgesehene Maßnahme zu dokumentieren. Aus dem insoweit geeigneten Bieterkreis ist eine beschränkte Anzahl von Bewerbern auszuwählen und zur Angebotsabgabe aufzufordern. Die einschlägigen vergaberechtlichen Bestimmungen sehen dabei vor, dass die Zahl der aufgeforderten Bewerber einen echten Wettbewerb sicherstellen muss. So bestimmt beispielsweise der § 3a Nr. 1 VOL/A (Vergaberecht 12. Auflage, 2010), dass bei Bauleistungen „mindestens drei geeignete Bewerber“ aufzufordern sind.
VerhandlungsverfahrenIm Sinne der Grundsätze des öffentlichen Vergaberechts, wonach ungesunde Begleiterscheinungen, wie zum Beispiel wettbewerbsbeschränkende Verhaltensweisen zu bekämpfen und die Diskriminierung einzelner Auftragnehmer zu vermeiden sind, ist diese Vergabeart nur dann anzuwenden, wenn sowohl das Offene Verfahren als auch das Nichtoffene Verfahren unzweckmäßig ist. In den einschlägigen Vergaberichtlinien (zum Beispiel § 3a VOB/A) sind daher die Einzelfälle abschließend aufgeführt, in denen das Verhandlungsverfahren zulässig ist.
Das Verhandlungsverfahren soll möglichst mit mehreren geeigneten Bewerbern durchgeführt werden, wobei die Wettbewerbsprinzipien unseres Vergaberechts (Gleichheit, Transparenz) auch hier gelten. Der Auftraggeber verhandelt mit den ausgewählten Unternehmen über die Auftragsbedingungen und erteilt den Zuschlag auf den günstigsten Bieter. Nach allgemeiner Meinung ist dabei auch zulässig, Verhandlungen über den Preis zu führen (OLG Frankfurt, Urteil vom 10. April 2001 - 11 Verg 1/01). Dabei sind zwei Fälle zu unterscheiden:
Verhandlungsverfahren nach öffentlicher VergabebekanntmachungUm auch bei dieser Vergabeart einen angemessenen Wettbewerb herzustellen, ist in gewissen Vergabefällen dem Verhandlungsverfahren eine öffentliche Vergabebekanntmachung vorzuschalten. Dies gilt beispielsweise dann, wenn bei einem Offenen Verfahren oder Nichtoffenen Verfahren kein annehmbares Angebot abgegeben worden ist und die ursprünglichen Vergabeunterlagen nicht grundlegend geändert werden. Hier sind die Unternehmen durch eine entsprechende Bekanntmachung aufzufordern, ihre Teilnahme am Wettbewerb zu beantragen. Die anschließend durchzuführende Auswahl geeigneter Unternehmen geschieht dann im Wesentlichen nach den gleichen Grundsätzen, wie diese für den öffentlichen Teilnahmewettbewerb vor Durchführung eines Nichtoffenen Verfahrens gelten. Die formalen Voraussetzungen können für Bauleistungen dem § 17a VOB/A entnommen werden.
Verhandlungsverfahren ohne öffentliche VergabebekanntmachungDieses Verfahren ist insbesondere dann zu wählen, wenn etwa aufgrund von Ausschließlichkeitsrechten (zum Beispiel Patentschutz) nur ein bestimmter Unternehmer in Betracht kommt oder – dies ist der häufigste Fall – wenn eine Zusatzleistung zu vergeben ist, die sich nicht ohne wesentliche Nachteile vom Hauptauftrag trennen lässt. Auch „besondere Dringlichkeit“ für die zu vergebende Maßnahme kann diese Vergabeart rechtfertigen.

Wettbewerblicher Dialog (eingeführt durch das ÖPP-Gesetz vom 1. September 2005)Diese Vergabeart dient für besonders komplexe Materien und beinhaltet Elemente des Nichtoffenen Verfahrens und des Verhandlungsverfahrens. Es soll dann zum Einsatz kommen, wenn der Auftraggeber zwar sein Ziel kennt, aber nicht weiß, wie dies genau zu realisieren ist. Der wettbewerbliche Dialog ist dem Grunde nach ein zweistufiges Verfahren mit den Abschnitten:
1. Öffentlicher Auftraggeber arbeitet im Dialog mit Bewerbern den genauen Gegenstand der Vergabe heraus (§ 6a Abs. 1 bis 4 VgV). Dabei finden – anders als beim Verhandlungsverfahren, bei dem nur Teilaspekte ausgehandelt werden – Verhandlungen über alle Einzelheiten des Auftrags statt.
2. Auf dieser Grundlage erfolgt dann die Erstellung der Ausschreibung, an der sich die Dialogteilnehmer beteiligen können (§ 6a Abs. 5 und 6 VgV). Die Regelungen des § 6a VgV wurden durch Artikel 1 des Gesetzes vom 7. Juni 2010 (BGBl. I S. 724) wieder gestrichen. Der genaue Ablauf des wettbewerblichen Dialogs in seinen einzelnen Schritten ist in den einschlägigen Vergabeordnungen geregelt (§ 3 EG-VOL/A).

Siehe auch: De-facto-Vergabe
Innovationspartnerschaft (§ 119 GWB, § 19 VgV)
Diese Vergabe dient zur Entwicklung innovativer Produkte und Dienstleistungen für Anforderungen, die von bereits auf dem Markt vorhandenen Lösungen noch nicht erfüllt werden können. Es gibt keine Vorgabe konkreter Lösungswege durch den Auftraggeber. Es handelt sich um eine einheitliche Vergabe, d. h. nach der Entwicklung des Produkts oder DL wird kein erneutes Vergabeverfahren benötigt.

#### Regelung des Vergabeverfahrens
Regelungen über die konkrete Ausgestaltung des Vergabeverfahrens wurden bis 2016 dadurch getroffen, dass in den §§ 4 bis 7 VgV a.F. auf Regelwerke verwiesen wurde, die von Vergabeausschüssen außerhalb eines öffentlich-rechtlichen Rechtsetzungsverfahrens erarbeitet wurden. Dabei handelte es sich um die Vergabeordnungen für Leistungen (VOL/A), freiberufliche Leistungen (VOF) und Bauleistungen (VOB/A).
Unter dem Schwellenwert richtet sich das Vergabeverfahren nach der Unterschwellenvergabeordnung (UVgO).
Mit der Vergaberechtsreform 2016 wurden die VOF und VOL in die Vergabeverordnung (VgV) integriert. Für Bauleistungen findet gemäß § 2 VgV weiterhin die VOB/A Anwendung. Durch diese Verweisung erhält die VOB/A für Aufträge oberhalb der Schwellenwerte Rechtsnormqualität.
Seit 2005 existiert ein deutsches Präqualifikationssystem für die generelle und vom Einzel-Vergabefall unabhängige Bewertung eines Bauunternehmens.

#### Vergabehandbücher
Für die praktische Umsetzung der Vorschriften haben die öffentlichen Auftraggeber Vergabehandbücher entwickelt. Übergeordnete Bedeutung haben dabei die Vergabehandbücher des Bundes für den Hochbau und für den Straßen- und Brückenbau.

#### Nachprüfungsverfahren
Zentrales Element des Vergaberechts in seiner europarechtlichen Prägung ist der Rechtsschutz durch Vergabekammern und Vergabesenate der Oberlandesgerichte.
Die Einhaltung der Bestimmungen über das Vergabeverfahren kann bei Vergaben oberhalb der Schwellenwerte auf Antrag von Unternehmen, die Interesse an einem Auftrag haben, in einem förmlichen Nachprüfungsverfahren überprüft werden (§ 155 ff. GWB). Auf diese Weise können subjektive Bieterrechte geltend gemacht werden. Zuständig hierfür sind – je nach Auftraggeber – in einer ersten Stufe die Vergabekammern des Bundes oder der Länder (§ 156 GWB). Die Vergabekammern zählen zur öffentlichen Verwaltung, sie sind keine Justizbehörden. Ihr Verfahren ist allerdings einem gerichtlichen Verfahren angenähert. Es ist in §§ 160–170 GWB geregelt. Die Vergabekammer entscheidet durch Beschluss, der zwar die Rechtsnatur eines Verwaltungsakts hat, für dessen Anfechtung jedoch nicht die allgemeinen Regeln gelten.
Gegen den Beschluss der Vergabekammer findet die sofortige Beschwerde statt, über die ein Vergabesenat des Oberlandesgerichts entscheidet, das für den Sitz der Vergabekammer zuständig ist (§ 171 GWB). Der Rechtsweg zu den Verwaltungsgerichten ist ausgeschlossen. Das Beschwerdeverfahren ist in §§ 171 bis 184 GWB geregelt.

### Vergaberecht für Vergaben unterhalb der Schwellenwerte
Bei Vergabeverfahren unterhalb der Schwellenwerte – die etwa 90 % aller Auftragsvergaben ausmachen – gilt nur nationales Recht. Beteiligen dürfen sich Bieter aus dem gesamten „Europäischen Wirtschaftsraum“ (EWR). Der EWR umfasst neben den 27 Mitgliedsländern der Europäischen Union auch Island, Norwegen und Liechtenstein. Die Schweiz ist durch ein separates Abkommen eingebunden. Die Rechtsgrundlage hierfür ergibt sich aus dem Einigungsvertrag zur Europäischen Wirtschaftsgemeinschaft, der Einigung zum EWR und dem separaten Abkommen mit der Schweiz. In Deutschland gelten der vierte Teil des GWB, die VgV, die VOF sowie die besonderen §§ der VOB und der VOF nicht. Insoweit gibt es keine Regelung des Vergabeverfahrens mit Rechtsnormqualität und keine subjektiven Bieterrechte. Laut dem Bundesverfassungsgericht besteht jedoch auch im Unterschwellenbereich für den Bieter die Möglichkeit, sich auf ein subjektives Recht aus der Anwendung der VOL, VOB und der daraus resultierenden Selbstbindung der Verwaltung zu berufen und somit Rechtsschutz nach dem im Grundgesetz verankerten allgemeinen Justizgewährungsanspruch zu verlangen. Das BVerfG sah die Rechtsschutzgarantie des Art. 19 Abs. 4 GG als nicht einschlägig an, weil die Vergabestelle nicht als Hoheitsträger handele, sondern wie ein Verbraucher als Nachfrager am Markt tätig werde. Die Vergabeordnungen gewähren aber dennoch durchaus subjektive Bieterrechte. Maßgebend für die Vergabe sind das Haushaltsrecht des Bundes und der Länder und Verwaltungsvorschriften. Diese sehen die Anwendung der UVgO bzw. der VOB/A (Basisparagraphen) vor. Der formelle Rechtsschutz nach dem GWB besteht nicht, allerdings können Fach- oder Rechtsaufsichtsbehörden als Nachprüfungsstellen formlos angerufen werden. Ansonsten besteht nur die Möglichkeit von Sekundärrechtsschutz durch Geltendmachung etwaiger Schadensersatzansprüche.
Die Trennung des Rechtsschutzes oberhalb und unterhalb der Schwellenwerte ist mittlerweile auch in der Rechtsprechung des Bundesverfassungsgerichts anerkannt. Das Bundesverfassungsgericht hat festgestellt, dass die „Beschränkung des Primärrechtsschutzes im Vergaberecht auf Auftragsvergaben oberhalb bestimmter Schwellenwerte verfassungsgemäß“ ist. Damit schien vorerst ein Schlussstrich unter die sehr divergierende Rechtsprechung verschiedener Oberverwaltungsgerichte gesetzt zu sein. Das Oberverwaltungsgericht für das Land Rheinland-Pfalz hat im Jahr 2005 für die gerichtliche Überprüfung der Vergabe öffentlicher Aufträge, die die Schwellenwerte nicht erreichen, den Verwaltungsrechtsweg im Sinne des § 40 Abs. 1 VwGO eröffnet. Damit bestand erstmals effektiver Rechtsschutz auch für Aufträge unterhalb der Schwellenwerte. Die Entscheidung war jedoch hoch umstritten. Das Verfahren endete nämlich in einem Vergleich der beiden Parteien, es handelte sich um den Ankauf von Rüstungsgütern und es gab relativ zügig gegenteilige Entscheidungen anderer Oberverwaltungsgerichte und einiger Zivilgerichte. Andererseits wurde die Entscheidung des Oberverwaltungsgerichts Koblenz auch von einigen anderen Verwaltungsgerichten als „Vorbild“ empfunden und auch zahlreiche Zivilgerichte verneinten eine Zuständigkeit für Vergabestreitigkeiten ihrerseits und verwiesen auf den Verwaltungsrechtsweg.
Der Streit um den richtigen Rechtsweg dürfte nunmehr beendet sein: Das Bundesverwaltungsgericht hat entschieden, dass die ordentlichen Gerichte für den Primärrechtsschutz bei Vergaben unterhalb der Schwellenwerte zuständig sind.
Seit Mitte 2006 liegt auch eine interpretierende Mitteilung der EU-Kommission zum Rechtsschutz unterhalb der Schwellenwerte sowie bei Vorliegen einer Dienstleistungskonzession vor. Hiergegen hatte die Bundesregierung Klage wegen Kompetenzüberschreitung erhoben, denn es bestand nach Auffassung der Bundesregierung die Befürchtung, dass über diesen Weg doch ein Rechtsschutz unterhalb der Schwellenwerte eingeführt werden könnte. Das Europäische Gericht hat die Klage am 20. Mai 2010 für unzulässig zurückgewiesen (T-258/06).
Durch die geplante zweite Stufe der Vergaberechtsnovelle könnte in Zukunft auch im Unterschwellenbereich ein Primärrechtsschutz für übergangene Bieter eingeführt werden. Es bleibt abzuwarten, ob und wenn ja in welcher Form der Gesetzgeber einen solchen im Gesetz verankern wird. Es bestünde zum einen die Möglichkeit, den oberschwelligen Rechtsschutz auf die Vergaben im Unterschwellenbereich (und auf Vergaben von Dienstleistungskonzessionen) auszuweiten. Zum anderen wäre auch eine Modifikation des Rechtsschutzes im Oberschwellenbereich für Vergaben unterhalb der Schwellenwerte denkbar oder aber die Neugestaltung eines speziellen Vergaberechtsschutzes für den Unterschwellenbereich.

### Vergaben außerhalb des Vergaberechts
In den letzten Jahren ist immer öfter die sog. In-House-Vergabe bzw. eines In-House-Geschäfts in den Blickwinkel des EuGH geraten (beginnend mit der sog. „Teckal“-Entscheidung). Mittlerweile gibt es dazu eine sehr ausgeprägte Rechtsprechung, bei der u. a. der kommunale Einfluss auf den Bieter und die Kontrollmöglichkeiten beachtet werden müssen.

### Arzneimittel-Rabattverträge in der Gesetzlichen Krankenversicherung
Bei Arzneimittel-Rabattverträgen fällt laut einem Hinweis-Beschluss des OLG Karlsruhe vom 19. November 2007 die Vergabepraxis bei den Krankenkassen unter das Sozialrecht. Deshalb seien bei Streitigkeiten in dieser Situation nicht die Vergabekammern der Gerichte zuständig, sondern die Sozialgerichte. In besagtem Fall hatten Pharmahersteller vor mehreren Vergabekammern, darunter beim Bundeskartellamt, Beschwerde gegen das Ausschreibungsverfahren der AOK eingelegt. Das OLG KA verneinte die Zuständigkeit dieser Stellen.
Demgegenüber hat das OLG Düsseldorf mit Beschluss vom 18. Dezember 2007 festgestellt, dass das von der Vergabekammer Düsseldorf ausgesprochene Zuschlagsverbot an die AOKs fortwährt, bis der Europäische Gerichtshof über die Anwendbarkeit des Vergaberechts entschieden habe. Das OLG hält die Anwendbarkeit des Vergaberechts für gegeben und die Vergabekammern für zuständig. Die AOKs hatten demgegenüber auf §§ 69 und 130a Abs. 9 SGB V verwiesen, die ihres Erachtens den Weg zu den Sozialgerichten zuwiesen.
Am 22. April 2008 hat das Bundessozialgericht entschieden, dass bei Streitigkeiten aufgrund des Versorgungsauftrages von Krankenkassen für ihre Versicherten ausschließlich der Weg über die Sozialgerichte gegeben sei. Nach den Ausführungen des Gerichtes stehe dies im Einklang mit dem Grundgesetz und den europarechtlichen Vorschriften. Rechtssicherheit besteht damit jedoch für die gesetzlichen Krankenkassen und die Arzneimittel-Hersteller noch keine, weil bislang unklar ist, ob die derzeit laufenden Verfahren vor den Landgerichten und Vergabekammern trotz dieser Entscheidung des Bundessozialgerichts fortgesetzt werden. Da die Landgerichte und Vergabekammern jedoch auf ihrer Zuständigkeit bestanden, verhandelte der Bundesgerichtshof (BGH) als letzte Instanz der ordentlichen Gerichtsbarkeit über die Zuständigkeit. Sein Urteil verärgerte die Richter des Bundessozialgerichts, da der BGH der Auffassung war, Sozialgerichtsverfahren dauerten zu lange im Vergleich zu Zivilgerichtsverfahren, und Sozialgerichte seien nicht generell zuständig für Beschwerden über Arzneimittel-Rabattverträge. Dem widersprachen die Richter des Bundessozialgerichts jedoch und wiesen die Kritik zurück, Sozialgerichtsverfahren seien zu langsam.
Weitere Brisanz erhielt die Streitigkeit zunächst durch eine Entscheidung der Europäischen Kommission. Sie hatte der Bundesregierung eine Vertragsverletzungsklage vor dem Europäischen Gerichtshof angedroht, weil die EU-Regeln für das Öffentliche Auftragswesen bei der Vertragsvergabe nicht einhalten würden. Die deutsche Bundesregierung erhielt eine zweimonatige Frist eingeräumt, die Gesundheitsreform an das EU-Recht anzupassen, um eine Vertragsverletzungsverfahrens-Klage zu vermeiden.
Die Bundesregierung erklärte im September 2008, dass ab 1. Januar 2009 ein eindeutiger Rechtsweg bei Beschwerden gegen die Rabattvertragsvergabe gelte. Die Nachprüfungsanträge der Arzneimittelhersteller werden demnach von den Vergabekammern der Länder oder des Bundes nach den Wettbewerbsgesetzen bearbeitet. Wenn es gegen das Urteil der Vergabekammern zu Beschwerden komme, würden diese durch die Landessozialgerichte innerhalb von fünf Wochen nach dem Sozialrecht verhandelt. Mit Art. 3 des Arzneimittelmarktneuordnungsgesetzes wurde diese gesonderte Zuständigkeit wieder aus dem GWB entfernt.

## Fachanwalt für Vergaberecht
Seit 2015 gibt es in Deutschland den Titel des Fachanwalts für Vergaberecht. Rechtsanwälte können diese Zusatzqualifikation zum Fachanwalt erwerben, wenn sie für den Nachweis der theoretischen Kenntnisse einen entsprechenden Fachanwaltslehrgang mit mindestens 120 Stunden absolviert und drei Klausuren bestanden haben sowie 40 Fälle aus dem Vergaberecht bearbeitet haben, davon fünf gerichtliche Verfahren oder Nachprüfungsverfahren.